# 霧島市立永水小学校
霧島市立永水小学校（きりしましりつ ながみずしょうがっこう）は、鹿児島県霧島市霧島永水にある市立の小学校。

## 概要
霧島市霧島地区南部に位置する小学校である。
創立100周年を迎えた平成4年度からは，地域の活性化と教育力向上を目指して県内で初めて山村留学里親制度を実施した。平成14年度からは，「霧島わんぱく留学制度」と名付けて留学生を募集している。現在は，保護者も一緒に転居する「家族留学」を募集している。また，平成18年度から，霧島市小規模校入学特別認可制度（特認校制度）を取り入れ，霧島市内にあるほかの小学校からも通学している。

## 沿革
- 1869年（明治 2年） - 入水学問所，永野田学問所が設置される。
- 1884年（明治17年） - 入水簡易科小学校,永野田小学校に改称
- 1889年（明治22年） - 両校が合併し、永野田の「永」と入水の「水」をとって，永水簡易科小学校設立。
- 1947年（昭和22年） - 霧島村立永水小学校に改称。
- 2005年（平成17年） - 国分市と姶良郡6町の新設合併に伴い、霧島市立永水小学校と改称。